# Генрі Фіцрой, 12-й герцог Ґрафтон
Генрі Олівер Чарлз Фіцрой, 12-й герцог Графтон (народився 6 квітня 1978 року), відомий як Гаррі Графтон, є англійським пером і музичним промоутером. Він успадкував герцогство Графтон від свого діда Г'ю Фіцроя, 11-го герцога Графтона, 7 квітня 2011 року. Він також є прямим нащадком короля Англії Карла II по чоловічій лінії.
Його фермерський маєток і резиденція Юстон-Голл, в Юстоні в Саффолку, поблизу Тетфорда в Норфолку.

## Раннє життя
Графтон є сином Джеймса Олівера Чарльза Фіцроя, графа Юстона (1947–2009) і його дружини, леді Клер Амабель Маргарет Керр, однієї з дочок 12-го маркіза Лотіанського.
Його предок Генрі Фіцрой, 1-й герцог Графтон (1663–1690), був побічним сином короля Карла II від його коханки Барбари Вільєрс. Графтон поділяє прізвище Фіцрой (що означає «син короля») з іншими родовими лініями, що походять від Карла II.
Здобувши освіту в школі Гарроу та Единбурзькому університеті, Графтон провів рік аспірантури в Королівському сільськогосподарському коледжі в Сайренсестері, вивчаючи управління господарством.

## Кар'єра
З 2002 по 2004 рік віконт Іпсвіч, як тоді називали герцога, працював у Сполучених Штатах у сфері управління музичним бізнесом, як радіоведучий у Нешвіллі, штат Теннессі, а в 2005–2006 роках як координатор мерчандайзу Rolling Stones у турі «Великий вибух».
У 2007 році він переїхав до Лондона, а в 2009 році, через смерть свого батька, повернувся до Саффолка, щоб допомогти керувати 10,000-акра (0,04047 км2)   маєтком Юстон-Голл. Він також отримав титул графа Юстона, але вирішив залишитися віконтом Іпсвіча.
7 квітня 2011 року 11-й герцог Графтон помер у віці 92 років , і його онук, нинішній герцог, успадкував титул перства та маєтки. Наразі він займається живою музикою, модернізуючи ферми маєтку.

## Шлюб і нащадки
14 серпня 2010 року в Сновсгіллі, графство Глостершир, лорд Іпсвіч, як його ще називали, одружився з Олівією Маргарет Слейден. Вони є батьками двох синів і однієї дочки:
- Альфред Джеймс Чарльз Фіцрой, граф Юстон, спадкоємець, народився 26 грудня 2012[10]
- Леді Розетта Крістіна Клер Фіцрой, народилася 20 липня 2015 року
- Лорд Рейф Саймон Леннокс Фіцрой, народився 16 березня 2017 року

## Зовнішні посилання
- "Burke's Peerage and Baronetage"
- "Libro d'Oro della Nobiltà Italiana"
- http://www.telegraph.co.uk/news/obituaries/1506204/Susan-Priestley.html
- http://www.gsia.org.uk/reprints/1975/gi197509.pdf
- http://www.anusha.com/pafg193.htm#5173
- http://www.baronage.co.uk/bphtm-03/hogarth2.htm

| Попередник Г'ю Фіцрой, 11-й герцог Графтон | Герцог Графтон 2011— | Спадкоємець |